# IC 512
IC 512 est une galaxie lenticulaire située dans la constellation de la Girafe. Sa vitesse par rapport au fond diffus cosmologique est de 1 594 ± 10 km/s, ce qui correspond à une distance de Hubble de 23,5 ± 1,7 Mpc (∼76,6 millions d'al). IC 512 a été découverte par l'astronome britannique William Frederick Denning en 1890.
La classe de luminosité d'IC 512 est III-IV et elle présente une large raie HI.
À ce jour, cinq mesures non basées sur le décalage vers le rouge (redshift) donnent une distance de 23,100 ± 2,083 Mpc (∼75,3 millions d'al), ce qui est à l'intérieur des valeurs de la distance de Hubble.

## Groupe de NGC 2276
IC 512 fait partie d'un groupe de galaxies d'au moins 13 membres, le groupe de NGC 2276. Les autres galaxies du catalogue NGC et du catalogue IC sont NGC 2268, NGC 2276, NGC 2300, IC 455, IC 469 et IC 499. S'ajoutent à ces 7 galaxies, les galaxies 3496, 3522, 3890, 4078, 4348 et 4612 du catalogue UGC.